# Анисимов, Аркадий Фёдорович
Арка́дий Фёдорович Ани́симов (1910 — 1968) — советский этнограф, религиовед, музеевед. Доктор исторических наук (1948). Родился в Кирилловском уезде Вологодской губернии.

## Биография
В 1927 году поступил на этнографическое отделение Ленинградского университета, был учеником В. Г. Богораза. Студентом собирал этнографические материалы у эвенков Туруханского края, работал учителем кочевой школы в Подкаменной Тунгуске.
В Институте народов Севера заведовал историко-этнографической секцией, был учёным секретарём научно-исследовательской ассоциации института, в то время объединявшей всех ленинградских североведов. В августе 1938 арестован, но вскоре освобождён.
В начале войны добровольцем ушёл на фронт, был демобилизован по болезни и эвакуирован из блокадного Ленинграда.
Вернувшись в Ленинград, работал в Музее этнографии СССР, в Институте языка и мышления, в Институте этнографии АН СССР, где заведовал сектором Сибири, с 1953 научный сотрудник, руководил сектором первобытной религии в Музее истории религии и атеизма. Один из специалистов по проблемам происхождения религиозных верований, ранним формам религии, шаманизму. Среди его работ — «Родовое общество эвенков (тунгусов)» (1936), «Религия эвенков в историко-генетическом изучении и проблемы происхождения первобытных верований» (1958), «Космогонические представления народов Севера» (1959), «Исторические особенности первобытного мышления» (1971).
В 1935 защитил кандидатскую диссертацию на тему «Родовое общество эвенков» (научный руководитель Я.П. Кошкин). В 1948 защитил докторскую диссертацию на тему «Вопросы генезиса религии эвенков» в Институте этнографии АН СССР (Москва).

## Основные публикации
- Родовое общество эвенков (тунгусов). Л., 1936;
- К вопросу об аниматизме и антропоморфизме // КСИЭ. 1949. Вып. 8. С. 19-24;
- Представления эвенков о шингкэн’ах и проблема происхождения первобытной религии // Сборник МАЭ. 1949. Т. 12. С. 160-194;
- Семейные «охранители» у эвенков и проблема генезиса культа предков // СЭ. 1950. № 3. С. 28-43;
- Культ медведя у эвенков и проблема эволюции тотемических верований // Вопросы истории религии и атеизма. М., 1950. С. 303-323;
- Шаманские духи по воззрениям эвенков и тотемические истоки идеологии шаманства // Сборник МАЭ. 1951. Т. 13. С. 187-215;
- Религия эвенков в историко-генетическом изучении и проблема происхождения первобытных верований. М.; Л., 1958;
- Космологические представления народов Севера. М.; Л., 1959;
- Духовная жизнь первобытного общества. М.; Л., 1966;
- Этапы развития первобытной религии. М.; Л., 1967;
- Общее и особенное в развитии общества и религии народов Сибири. Л., 1969;
- Исторические особенности первобытного мышления. Л., 1971[2].